# Don’t Start Now
«Don’t Start Now» (с англ. — «Не начинай») — песня, записанная британской певицей Дуа Липой. Была выпущена 31 октября 2019 года как лид-сингл из второго студийного альбома Future Nostalgia.
На предстоящей церемонии Грэмми-2021 песня получила номинации в трёх категориях: Лучшая запись года, Лучшая песня года и Лучшее сольное поп-исполнение.

## Композиция
В музыкальном плане «Don’t Start Now» — это песня в стиле ню-диско.
Она включает элементы данс-попа, евродэнса и синти-попа и предшественников современного диско французский хаус и итало-диско.
Песня имеет продолжительность 3:03 и написана в такте 4/4 и в ключе си минор, с темпом 124 удара в минуту. Построенная в форме куплет-припев, куплеты и первые два припева имеют аккордовую прогрессию Em-Bm-G-D-A, а припев бриджей следует последовательности Bm-D-Em7-F♯m7-Gmaj7.

## Отзывы
«Don’t Start Now» получила широкое признание музыкальных критиков.
В своей рецензии для Rolling Stone Бриттани Спанос назвала песню «пиком поп-катарсиса» и «фантазией студии Studio 54»; она отметила, что песня развила звучание Липы и что она «наконец-то обрела свою поп-основу». Ник Мэлоун из PopMatters написал, что песня демонстрирует значительный рост звучания и индивидуальности Липы, и что она «расцветает в полную силу» с более резким и отчётливым вокалом. Для Under the Radar Конрад Дункан отметил, что «фантастически гладкая» песня играет на сильных сторонах Липы. Поп-критик Los Angeles Times Микаэль Вуд считает, что вокал Липы стал более проникновенным и подходит к «восхитительно эластичному» ретро-звучанию песни. Аналогично, Мэтью Штраус из Pitchfork считает, что продюсирование подходит Липе и оценил её немодулированный вокал, написав, что «её голос звучит сильнее, чем когда-либо».
Лора Снейпс из The Guardian назвала вокал Липы лучшей чертой песни, написав, что она отличается от своих современников классическим стилем, а не «преобладающим в чартах звучанием под влиянием рэпа». Крис Уиллман, написавший для Variety, считает, что песня вернула «определённый вид глубокого грува и мировоззренческой плавучести на радио в то время, когда мы нуждаемся в этом больше всего, то есть в любое время». Джордан Эмери из Gigwise похвалил его «удовлетворительно запоминающиеся хуки и интересные идеи», а также «ловкую басовую линию, которая просто дышит лёгкостью и радостью». Джоли Лэш из Spin считает басовую линию «лучшей в поп-музыке за последнее время» и называет эту песню как «„I Will Survive“ (1978) для эпохи, когда нам действительно нужна уверенность». Брэд Гарсия из Exclaim! написал: «Дуа Липа стала известна всем только после выхода песни „Don’t Start Now“».
В своём обзоре для NME Риан Дейли назвала песню «мощным поп-совершенством», а Ник Смит из musicOMH описал песню как «сокровище ню-диско в стиле группы Moloko». Нил Юнг из AllMusic оценил «бесконечный запас уверенности, обаяния и более крутого отношения» Липы и назвал песню «мгновенным хитом». Джон Фриман из Rolling Stone аналогично написал, что песня обладает мгновенной привлекательностью, с «нагромождением хуков» и «рецептом клубной славы». Марк Снетикер из Entertainment Weekly назвал её «dance floor jawdropper» (танцпольной челюстью). Музыкальный критик из The Daily Telegraph расценил её как «фантастическое издевательство над нуждающимся бывшим». Джон Караманика из The New York Times объяснил, что песня была «эффективной, но не чрезмерно амбициозной», утверждая, что Липа продаёт своё «поцелуйное настроение с ритмом, но не с победным ударом».
Среди отзывов: Paste, Clash, DIY".

### Годовые итоговые списки
| Публикация | Ранг | Ссылка |
| ---------- | ---- | ------ |
| Billboard  | 41   | [ 46 ] |
| Idolator   | 1    | [ 47 ] |
| NME        | 17   | [ 48 ] |
| Stereogum  | 4    | [ 49 ] |
| Time       | 5    | [ 50 ] |

### Награды и номинации
«Don’t Start Now» получила American Music Awards в номинации «Любимая поп/рок-песня» на церемонии 2020 года, что принесло Липе её первую американскую музыкальную премию. Песня была номинирована в категориях «Запись года», «Песня года» и «Лучшее сольное поп-исполнение» на 63-й ежегодной премии «Грэмми», что стало первым признанием Липы во всех трёх категориях. Песня стала самой исполняемой международной работой, победив в категории Most Performed International Work на музыкальной премии APRA Music Awards 2021 года.

## Коммерческий успех
Сингл «Don’t Start Now» достиг второго места в основном американском хит-параде Billboard Hot 100. Радиоэфирный чарт Radio Songs он возглавлял три недели (на 5 апреля 2020).

## Музыкальное видео
Премьера музыкального клипа состоялась 1 ноября, трейлер которого появился ещё до выхода песни. Клип был снят австралийско-американским режиссёром Nabil Elderkin. Сцены видео происходят в двух разных местах: подвальный клуб и бал-маскарад. Певица танцует и поёт, проходя их.
За это видео Элдеркин был номинирован на премию MTV Video Music Awards 2020 года в категории «Лучшая режиссура», а само видео было номинировано на премию Urban Music Awards 2020 в категории «Лучшее музыкальное видео».

## Концертные исполнения
1 ноября 2019 года Дуа Липа впервые исполнила «Don’t Start Now» на шоу The Graham Norton Show. 3 ноября песня была также представлена во время ежегодной церемонии вручения музыкальных наград MTV Europe Music Awards (2019) в Севилье (Испания), а 27 ноября во время вручения музыкальных наград ARIA Awards 2019 в Сиднее (Австралия). 4 декабря Дуа Липа исполнила «Don’t Start Now» в японском городе Нагоя на международной церемонии азиатских музыкальных наград Mnet Asian Music Awards.
17 декабря 2019 года Дуа Липа спела песню в финале американской программы The Voice, а 19 декабря — на шоу The Tonight Show Starring Jimmy Fallon. Спустя день было выступление в программе Good Morning America. Дополнительно, Липа выступила в программе Dick Clark’s New Year’s Rockin' Eve 2020. 9 января 2020 года Дуа Липа выступила с песней на телешоу The Ellen DeGeneres Show.
31 марта 2020 года Дуа Липа из-за пандемии коронавируса виртуально выступила на вечернем шоу английского актёра и шоумена Джеймса Кордена, общаясь с ним по видеочату и вместе с коллегами-музыкантами и танцорами из своей группы.
17 сентября 2020 года певица во второй раз представил песню на The Late Late Show with James Corden; на этот раз в качестве пародийной версии с «New Rules» под названием «New Rules For COVID Dating», где Корден спел бэк-вокал. На Липе было диско-платье от Alexandre Vauthier с золотыми заклёпками, а также прозрачные чёрные колготки и чёрные платформы с двумя золотыми заколками для волос. В некоторых частях шоу она также носила блестящую маску для лица, которая подходила к платью.
19 декабря 2020 она исполнила песню в программе Saturday Night Live. Для выступления она была одета в топ с леопардовым принтом с поясом, чёрные леггинсы и золотую цепочку с бриллиантом, танцуя с подтанцовкой и музыкальной группой.
В 2021 году Липа исполнила эту песню как попурри с «Levitating» на 63-й ежегодной церемонии вручения премии «Грэмми», а также она была включена в попурри из треков Future Nostalgia для её выступления на церемонии вручения премии Brit Awards 2021 года. В феврале 2022 года Липа исполнила песню в финале концерта в рамках тура Future Nostalgia Tour в Орландо (Флорида, США).

## Влияние
«Don’t Start Now» считается началом возрождения музыки диско в 2020 году. В то время, когда песня была выпущена, на радио доминировала музыка в стиле урбан, и песня была одним из немногих танцевальных треков. В связи с этим песня также считается началом новой волны музыки в формате диско на радио. Отдельные обозреватели подозревают, что песня послужила «убежищем» для некоторых слушателей во время пандемии COVID-19, поскольку они не могли посещать тусовки с другими людьми. Её лирика в виде основных фраз была использована в качестве обучающего мема для протоколов социального дистанцирования, связанных с пандемией.
Она была включена в саундтреки к фильмам и сериалам «Остров любви», «С любовью, Виктор», «Ривердейл» и «Обитель зла». Видеоигра Fortnite также использовала песню в своём саундтреке, где танец, созданный филиппинским пользователем TikTok Ханной Кайе Баланай, был использован в качестве эмоции.

## Список треков
| №  | Название          | Длительность |
| -- | ----------------- | ------------ |
| 1. | «Don't Start Now» | 3:03         |

| №  | Название                            | Длительность |
| -- | ----------------------------------- | ------------ |
| 1. | «Don't Start Now» (Dom Dolla Remix) | 3:31         |

| №  | Название                                       | Длительность |
| -- | ---------------------------------------------- | ------------ |
| 1. | «Don't Start Now» (Dom Dolla Remix) (Extended) | 4:59         |

| №  | Название                                       | Длительность |
| -- | ---------------------------------------------- | ------------ |
| 1. | «Don't Start Now» (Purple Disco Machine Remix) | 3:37         |

| №  | Название                                                  | Длительность |
| -- | --------------------------------------------------------- | ------------ |
| 1. | «Don't Start Now» (Purple Disco Machine Remix) (Extended) | 6:06         |

| №  | Название                                                         | Длительность |
| -- | ---------------------------------------------------------------- | ------------ |
| 1. | «Don't Start Now» (Zach Witness Remix) (Malibu Mermaids Version) | 4:52         |

| №  | Название                                                           | Длительность |
| -- | ------------------------------------------------------------------ | ------------ |
| 1. | «Don't Start Now» (Zach Witness Remix) (Midnight Monsters Version) | 5:24         |
| 2. | «Don't Start Now» (Zach Witness Remix) (Malibu Mermaids Version)   | 4:52         |

| №  | Название                        | Длительность |
| -- | ------------------------------- | ------------ |
| 1. | «Don't Start Now» (Kungs Remix) | 3:36         |

| №  | Название                                                         | Длительность |
| -- | ---------------------------------------------------------------- | ------------ |
| 1. | «Don't Start Now» (Dom Dolla Remix)                              | 3:30         |
| 2. | «Don't Start Now» (Purple Disco Machine Remix)                   | 3:36         |
| 3. | «Don't Start Now» (Zach Witness Remix) (Malibu Mermaids Version) | 4:52         |
| 4. | «Don't Start Now» (Kungs Remix)                                  | 3:36         |
| 5. | «Don't Start Now» (Pink Panda Remix)                             | 2:05         |
| 6. | «Don't Start Now»                                                | 3:03         |

| №  | Название                                                           | Длительность |
| -- | ------------------------------------------------------------------ | ------------ |
| 1. | «Don't Start Now» (Dom Dolla Remix)                                | 4:59         |
| 2. | «Don't Start Now» (Purple Disco Machine Remix)                     | 6:06         |
| 3. | «Don't Start Now» (Zach Witness Remix) (Midnight Monsters Version) | 5:24         |
| 4. | «Don't Start Now» (Kungs Remix)                                    | 4:59         |
| 5. | «Don't Start Now» (Pink Panda Remix)                               | 3:31         |
| 6. | «Don't Start Now»                                                  | 3:03         |

| №  | Название                         | Длительность |
| -- | -------------------------------- | ------------ |
| 1. | «Don't Start Now» (Regard Remix) | 3:08         |

| №  | Название                             | Длительность |
| -- | ------------------------------------ | ------------ |
| 1. | «Don't Start Now» (Live in LA Remix) | 5:40         |

## Участники записи
По данным Tidal.
- Дуа Липа — вокал, автор
- Карлоин Аилин[англ.] — автор, продюсер вокала
- Йен Киркпатрик[англ.] — продюсер, автор, звукоинженер, программинг, продюсер вокала
- Эмили Уоррен[англ.] — автор
- Elijah Marrett-Hitch — звукоинженер по микшированию
- Drew Jurecka — скрипка, альт, аранжировка струнных, звукоинженер,
- Chris Gehringer[англ.] — мастеринг
- Josh Gudwin — микширование

## Чарты
| Чарт (2019—2021)                           | Высшая позиция |
| ------------------------------------------ | -------------- |
| Австралия (ARIA)                           | 2              |
| Австрия (Ö3 Austria Top 40)                | 6              |
| Бельгия/Фландрия (Ultratop 50)             | 2              |
| Бельгия/Валлония (Ultratop 50)             | 3              |
| Мир (Global 200, Billboard)                | 30             |
| Канада (Billboard Canadian Hot 100)        | 3              |
| Канада (Billboard AC)                      | 1              |
| Канада (Billboard CHR/Top 40)              | 1              |
| Канада (Billboard Hot AC)                  | 2              |
| СНГ (TopHit Airplay)                       | 7              |
| Хорватия (HRT)                             | 1              |
| Чехия (Rádio – Top 100)                    | 2              |
| Чехия (Singles Digitál Top 100)            | 4              |
| Дания (Tracklisten)                        | 4              |
| Эстония (Eesti Ekspress)                   | 4              |
| Европа (Billboard Euro Digital Song Sales) | 2              |
| Финляндия (Suomen virallinen lista)        | 13             |
| Франция (SNEP)                             | 12             |
| Германия (GfK)                             | 10             |
| Greece International Digital (IFPI Greece) | 3              |
| Венгрия (Rádiós Top 40)                    | 1              |
| Венгрия (Single Top 40)                    | 2              |
| Венгрия (Stream Top 40)                    | 2              |
| Iceland (Tonlist)                          | 2              |
| Ирландия (IRMA)                            | 1              |
| Израиль (Media Forest)                     | 1              |
| Италия (FIMI)                              | 11             |
| Япония (Billboard Japan Hot 100)           | 79             |
| Латвия (Latvijas Top 40)                   | 4              |
| Luxembourg Digital Songs (Billboard)       | 4              |
| Малайзия (RIM)                             | 5              |
| Нидерланды (Dutch Top 40)                  | 2              |
| Нидерланды (Single Top 100)                | 5              |
| Новая Зеландия (Recorded Music NZ)         | 3              |
| Норвегия (VG-lista)                        | 5              |
| Польша (Polish Airplay Top 100)            | 4              |
| Португалия (AFP)                           | 3              |
| Россия (TopHit Airplay)                    | 7              |
| Румыния (Airplay 100)                      | 8              |
| Шотландия (OCC Scotland)                   | 2              |
| Сингапур (RIAS)                            | 1              |
| Словакия (Rádio – Top 100)                 | 3              |
| Словакия (Singles Digitál Top 100)         | 3              |
| Южная Корея (Gaon)                         | 18             |
| Испания (PROMUSICAE)                       | 12             |
| Швеция (Sverigetopplistan)                 | 12             |
| Швейцария (Schweizer Hitparade)            | 7              |
| Украина (TopHit Airplay)                   | 19             |
| Великобритания (OCC UK Singles)            | 2              |
| США (Billboard Hot 100) ·                  | 2              |
| США (Billboard Adult Contemporary)         | 5              |
| США (Billboard Adult Pop Airplay)          | 1              |
| США (Billboard Dance/Mix Show Airplay)     | 1              |
| США (Billboard Dance Club Songs)           | 1              |
| США (Billboard Pop Airplay)                | 1              |
| США (Billboard Rhythmic)                   | 31             |
| США Rolling Stone Top 100                  | 3              |

## Сертификации
| Регион | Сертификация     | Продажи     |
| --- | ---------------- | ----------- |
| Австралия (ARIA) | 8× Платиновый    | 560 000     |
| Австрия (IFPI Austria) | Платиновый       | 30 000      |
| Бельгия (BEA) | 2× Платиновый    | 80 000      |
| Бразилия (ABPD) | 3× Бриллиантовый | 480 000     |
| Канада (Music Canada) | Бриллиантовый    | 800 000     |
| Дания (IFPI Danmark) | 2× Платиновый    | 180 000     |
| Франция (SNEP) | Бриллиантовый    | 333 333     |
| Германия (BVMI) | 3× Золотой       | 600 000     |
| Италия (FIMI) | 3× Платиновый    | 210 000     |
| Новая Зеландия (RMNZ) | 4× Платиновый    | 120 000     |
| Норвегия (IFPI Norway) | 3× Платиновый    | 180 000     |
| Польша (ZPAV) | Бриллиантовый    | 100 000     |
| Португалия (AFP) | 5× Платиновый    | 50 000      |
| Испания (PROMUSICAE) | 4× Платиновый    | 240 000     |
| Великобритания (BPI) | 4× Платиновый    | 2,600,000   |
| США (RIAA) | 4× Платиновый    | 4 000 000   |
| Стриминг |                  |             |
| Япония (RIAJ) | Золотой          | 50 000 000  |
| Республика Корея (KMCA) | Платиновый       | 100 000 000 |
| Данные о продажах + прослушиваниях приведены только на основе сертификации. · Данные только о прослушиваниях приведены на основе сертификации. |                  |             |

## История релизов
| Страна         | Дата            | Формат                     | Лейбл  | Ссылки  |
| -------------- | --------------- | -------------------------- | ------ | ------- |
| Разные         | 31 октября 2019 | Цифровые загрузки стриминг | Warner | [ 1 ]   |
| Великобритания | 1 ноября 2019   | Contemporary hit radio     | Warner | [ 191 ] |
| США            | 5 ноября 2019   | Contemporary hit radio     | Warner | [ 192 ] |

### Комментарии
1. ↑  Чарт Billboard Global 200 был запущен в сентябре 2020 года. Таким образом, «Don’t Start Now» не получил полного прохода в этом чарте и попал в него спустя почти год после релиза[117].